# Joseph Felix Van Naemen
Joseph Félix Ghislain Van Naemen (Sint-Niklaas, 1 februari 1799 - 9 januari 1862) was een Belgisch industrieel, bestuurder en Katholiek politicus.

## Levensloop
Hij was een zoon van de textielindustrieel Pierre Van Naemen en van Marie-Josèphe Boëyé. Hij trouwde met zijn nicht Marie-Joséphine Boëyé, een dochter van Emmanuel Boëyé. Zij werden de ouders van volksvertegenwoordiger en senator Joseph Nicolas Van Naemen.
Hij was industrieel, fabrikant van linnen en van scheepszeilen. Tevens was hij lid en voorzitter van de Kamer van Koophandel van Sint-Niklaas en voorzitter van de rechtbank van koophandel. Van 1832 tot 1836 was hij gemeenteraadslid van Sint-Niklaas. In 1855 werd hij katholiek senator voor het arrondissement Sint-Niklaas en vervulde dit mandaat tot in 1862.